# 137 Meliboea
Meliboea /mɛlɪˈbiːə/ (định danh hành tinh vi hình: 137 Meliboea) là một tiểu hành tinh lớn và rất tối ở vành đai chính. Thành phần cấu tạo của nó gồm cacbonat. Nó là tiểu hành tinh lớn nhất trong nhóm tiểu hành tinh họ Meliboea, chỉ tiểu hành tinh 791 Ani là có kích thước gần bằng nó. Ngày 21 tháng 4 năm 1874, nhà thiên văn học người Áo Johann Palisa phát hiện tiểu hành tinh Meliboea khi ông thực hiện quan sát tại Đài quan sát Hải quân Áo ở Pola, Istria và đặt tên nó theo một trong ba tên Meliboea trong thần thoại Hy Lạp. Đây là tiểu hành tinh thứ hai trong số nhiều tiểu hành tinh do Johann Palisa phát hiện.